# Gymnodampia crassisetiger
Gymnodampia crassisetiger är en kvalsterart som först beskrevs av Aoki 1984.  Gymnodampia crassisetiger ingår i släktet Gymnodampia och familjen Platyameridae.

## Underarter
Arten delas in i följande underarter:
- G. c. crassisetiger
- G. c. australis
- G. c. coreana